# Pseudogymnoascus destructans

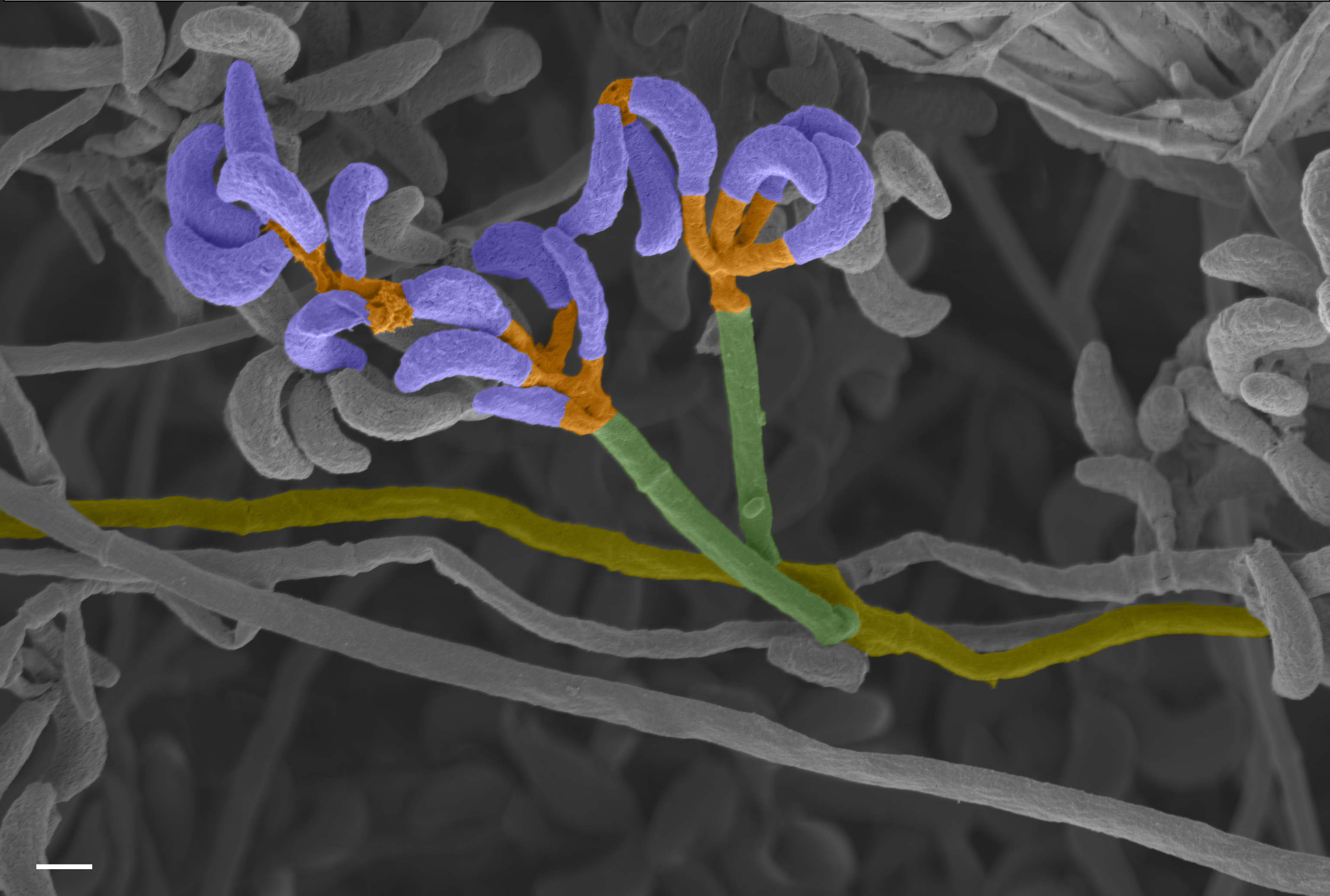
Sztucznie wybarwiona grzybnia sfotogafowana mikroskopem elektronowym

Pseudogymnoascus destructans (Blehert & Gargas) Minnis & D.L. Lindner – gatunek mikroskopijnych grzybów z typu workowców Ascomycota. Grzyb chorobotwórczy, który u nietoperzy powoduje grzybicę o nazwie zespół białego nosa.

## Systematyka i nazewnictwo
Pozycja w klasyfikacji według Index Fungorum: Pseudogymnoascus, Pseudeurotiaceae, Thelebolales, Leotiomycetidae, Leotiomycetes, Pezizomycotina, Ascomycota, Fungi.
Po raz pierwszy opisali go w roku 2009 r. David S. Blehert i Andrea Gargas, nadając mu nazwę Geomyces destructans. W 2013 r. Andrew McQuade Minnis i Daniel L. Lindner przenieśli go do rodzaju Pseudogymnoascus.

## Biologia
Pseudogymnoascus destructans rozwija się w zimnych, wilgotnych miejscach, w których nietoperze zapadają w sen zimowy. Atakuje nietoperze i rozwija się w ich ciele, gdy są w stanie nieaktywnego snu zimowego. Uszkadza ich skórę tak bardzo, że nietoperze rozgrzewają się i stają się aktywne, marnując energię potrzebną do przetrwania zimy. Patogen nie potrzebuje nietoperza do wzrostu, więc może żyć w strefie hibernacji, nawet gdy nietoperzy nie ma. Rozprzestrzenia się głównie przez bezpośredni kontakt między nietoperzami, lub przez dotyk przez nietoperze do powierzchni, na których znajduje się patogen. Ponieważ zarodniki P. destructans mogą długo utrzymywać się na ubraniach, butach i sprzęcie, może być rozprzestrzeniany również przez ludzi zwiedzających jaskinie. W związku z tym w USA i Kanadzie w jaskiniach, w których hibernują nietoperze, obowiązują wytyczne dotyczące czyszczenia i dezynfekcji ubrań i sprzętu.
Tworzy asymetrycznie zakrzywione zarodniki konidialne. Są to aleurokonidia, czyli konidia przylegające do boku lub wierzchołka komórki konidiotwórczej. Jest kriofilem, czyli gatunkiem zimnolubnym. Może rosnąć w temperaturze od 4 do 20 °C, co obejmuje temperatury występujące w miejscach zimowania nietoperzy. Na sztucznych podłożach rośnie bardzo powoli i przestaje rosnąć w temperaturach powyżej 20 °C.

## Występowanie
We wschodnich Stanach Zjednoczonych i Kanadzie do 2012 r. choroba zespół białego nosa przyczyniła się do śmierci od 5,7 do 6,7 miliona nietoperzy, stanowiąc poważne zagrożenie dla amerykańskich gatunków tych ssaków. Po odkryciu tego gatunku w Ameryce Północnej naukowcy zaczęli go szukać na innych kontynentach i znaleziono go w Europie i Azji gdzie, jak uważają, przebywał od dawna i gdzie nietoperze nie chorują tak bardzo z powodu tego grzyba. Uważa się, że szczep, który dotarł do Ameryki Północnej, pochodzi z jakiegoś miejsca w Europie i w Ameryce Północnej stał się szczególnie groźny, gdyż występujące tu kolonie zetknęły się z nim pierwszy raz i nie były odporne. W 2024 r. potwierdzono występowanie Pseudogymnoascus destructans na wszystkich kontynentach poza Antarktydą.